# Ferreira (Grenade)
Pour les articles homonymes, voir Ferreira.
Ferreira est une commune d’Espagne, dans la province de Grenade, communauté autonome d'Andalousie.